# Casoli (Abruzzen)
Casoli ist eine italienische Gemeinde (comune) mit 5119 Einwohnern (Stand 31. Dezember 2023) in der Provinz Chieti in den Abruzzen. Die Gemeinde liegt etwa 28 Kilometer südsüdöstlich von Chieti und ist Teil der Comunità Montana Aventino-Medio Sangro. Zum Gemeindegebiet gehören Teile des Naturparks Riserva naturale controllata Lago di Serranella. In der Nähe von Casoli fließt der Aventino, der hier zum Lago Sant’Angelo gestaut wird, in den Sangro. Der Ort trägt den Titel Città (Stadt).

## Geschichte
Die antike Stadt Cluviae liegt im Gemeindegebiet.
Nach dem Kriegseintritt Italiens im Juni 1940 errichtete das faschistische Regime in Casoli ein Internierungslager (campo di concentramento). Das Lager war auf zwei Gebäude innerhalb der Ansiedlung verteilt, ein Privathaus – Casa Tilli – und eine ehemalige Schule. Wegen der Feuchtigkeit im Erdgeschoss wurde 1941 die Casa Tilli aufgegeben und stattdessen durch einen ehemaligen Kinosaal ersetzt. Die Internierten (30 im Jahre 1941, 87 im Jahre 1942) waren vorwiegend deutsche und österreichische Juden, die 1942 verlegt wurden, um für jugoslawische Internierte Platz zu machen.

## Verkehr
Durch die Gemeinde führt die Strada Statale 84 Frentana von Roccaraso kommend zur Nachbargemeinde Altino. In Casoli endete die historische Strada Statale 81 Piceno Aprutina.

## Weinbau
In der Gemeinde werden Reben der Sorte Montepulciano für den DOC-Wein Montepulciano d’Abruzzo angebaut.

## Söhne und Töchter der Stadt
- Giulio De Petra (1841–1925), Archäologe
- Marco Di Bari (* 1958), Komponist